# 静岡市立竜南小学校
静岡市立竜南小学校（しずおかしりつ りゅうなんしょうがっこう）は、静岡県静岡市葵区竜南一丁目にある公立小学校。

## 沿革
- 1964年（昭和39年）
  - 4月1日 - 開校[1]。
  - 4月24日 - 校章制定[1]。
- 1966年（昭和41年）
  - 3月12日 - 校歌制定[1]。
  - 12月14日 - 校旗制定[1]。
- 2014年（平成26年）12月 - 創立50周年記念式典。

## 通学区域
葵区

| - 上足洗三丁目・四丁目 - 北安東一丁目・二丁目のそれぞれ一部 - 北安東五丁目 - 城北の一部 | - 千代田 - 千代田一～四丁目 - 竜南一～三丁目 |

## アクセス
- しずてつジャストライン唐瀬線 「柳新田」停留所から、徒歩5分